# アイスホッケー韓国代表
アイスホッケー韓国代表（アイスホッケーかんこくだいひょう、朝鮮語: 대한민국 아이스하키 국가대표팀、英語: South Korea national ice hockey team）は、オリンピックを始めとする国際大会に出場する大韓アイスホッケー協会によるナショナルチームである。
国際アイスホッケー連盟によるランキングは2014年時点で23位、アイスホッケー世界選手権ではディビジョン 1 に所属している。ジュニアの試合では1998年アジア・オセアニア・ジュニア選手権でタイ代表を92-0で破っている。

## 歴史
冬季オリンピックには2014年ソチ大会まで出場したことがなかった。冬季アジア競技大会の最高成績は3位。
韓国が2018年平昌オリンピックのホスト国に決定したことから、アイスホッケー競技の出場権を得るため強化をすすめた（アイスホッケーは無条件での開催国のオリンピック出場を認めていない）。2012年、韓国軍のアイスホッケーチーム『デミョンサンム』を設立し、兵役中の有力選手が競技を続けられる環境を整えた。かつては隣国日本との実力差は大きかったが、同年10月に日光市で行われたソチオリンピック1次予選では日本の順位を上回った（日本との対戦では敗戦）。2013年世界選手権ディビジョンIグループA（2部リーグに相当）ではイギリス戦に勝利して6チーム中5位で初めて残留に成功。2014年1月にはアジアリーグアイスホッケーに所属するカナダ人選手が韓国に帰化して代表に合流。しかし地元韓国で開催した2014年世界選手権は最初の4試合で4連敗し、早々に最下位とディビジョン1グループB（3部リーグ）への降格が決定。最終戦も敗れて5戦全敗に終わった。
この3部に降格した韓国に対し平昌五輪への開催国としての出場権を付与することには慎重な意見もあったが、韓国協会が作成した強化4年計画を国際オリンピック委員会（IOC）および国際アイスホッケー連盟（IIHF）が検討した結果、2014年9月19日に開催されたIIHF総会で韓国（男女とも）に五輪出場権が与えられることに決定した。
2014年8月、韓国生まれのカナダ移民でNHLでも活躍したペク・ジソン（ジム・ペク）が監督に就任。2015年の世界選手権ディビジョン1グループBで優勝し、ディビジョン1グループA復帰を決めると、2017年にはグループAで2位に入り、グループB降格からわずか3年で史上初のトップディヴィジョン昇格が決定した
2018年平昌オリンピックでは予選リーグでチェコ、カナダ、スイスと同組となり3敗。準々決勝進出をかけたプレーオフのフィンランド戦も敗れて敗退が決定した。
初めてトップディヴィジョンに出場した同年の世界選手権は7戦全敗に終わり、ディビジョン1A降格となった。
2022年北京オリンピック予選は、オスロで開催された世界最終予選から出場したが3戦全敗で敗退した。

## オリンピック
- 2018年 - 12位（参加12か国）

## 世界選手権
- 1979年 - 25位 プールC 7位
- 1982年 - 24位 プールC 8位
- 1986年 - 25位 プールC 9位
- 1987年 - 26位 プールD 2位
- 1989年 - 23位 プールC 7位
- 1990年 - 25位 プールC 9位
- 1991年 - 24位 プールC 8位
- 1992年 - 26位 プールC1 6位
- 1993年 - 25位 プールC 9位
- 1994年 - 30位 プールC2 3位
- 1995年 - 33位 プールC2 4位
- 1996年 - 33位 プールD 5位
- 1997年 - 30位 プールD 2位
- 1998年 - 31位 プールC 7位
- 1999年 - 30位 プールC 6位
- 2000年 - 27位 プールC 5位
- 2001年 - 30位 ディビジョン2 グループA 1位
- 2002年 - 27位 ディビジョン1 グループA 6位
- 2003年 - 29位 ディビジョン2 グループA 1位
- 2004年 - 27位 ディビジョン1 グループB 6位
- 2005年 - 33位 ディビジョン2 グループA 3位
- 2006年 - 31位 ディビジョン2 グループB 2位
- 2007年 - 30位 ディビジョン2 グループB 1位
- 2008年 - 28位 ディビジョン1 グループA 6位
- 2009年 - 29位 ディビジョン2 グループB 1位
- 2010年 - 25位 ディビジョン2 グループB 5位
- 2011年 - 22位 ディビジョン2 グループA 3位
- 2012年 - 23位 ディビジョン1 グループB 1位（ディビジョン1 グループA昇格）
- 2013年 - 21位 ディビジョン1 グループA 5位
- 2014年 - ディビジョン1 グループA 6位（ディビジョン1 グループB降格）[2]
- 2015年 - 23位 ディビジョン1 グループB 1位（ディビジョン1 グループA昇格）
- 2016年 - 21位 ディビジョン1 グループA 5位
- 2017年 - 18位 ディビジョン1 グループA 2位（トップディビジョン昇格）
- 2018年 - 16位 トップディビジョン 16位（ディビジョン1 グループA降格）